# 馬里斯維爾 (堪薩斯州)
馬里斯維爾（英語：Marysville）是一個位於美國堪薩斯州馬歇爾縣的城市。同時該地也是馬歇爾縣的縣治。

## 地方資料
馬里斯維爾的座標為39°50′41″N 96°38′33″W / 39.84472°N 96.64250°W，而該地的海拔高度為354米（即1161英尺）。根據2010年美國人口普查，該地共人口3447人，而該地的面積約為11.94平方千米。